# Minuskuł 301
Minuskuł 301 (według numeracji Gregory-Aland), A156 (von Soden) – rękopis Nowego Testamentu pisany minuskułą na pergaminie w języku greckim z XI wieku. Zawiera marginalia, przechowywany jest w Paryżu.

## Opis rękopisu
Kodeks zawiera tekst czterech Ewangelii na 221 pergaminowych kartach (34 cm na 26,5 cm), z pewnymi lukami (Mt 1,1-13; Mk 1,1-11). Tekst ewangeliczny opatrzony został komentarzem (katena), w Ewangelii Marka jest to komentarz Wiktoryna.
Tekst rękopisu pisany jest jedną kolumną na stronę, 22 linijek w kolumnie.
Przed każdą Ewangelią umieszczono listy κεφαλαια (spis treści), na końcu każdej Ewangelii znajduje się subscriptio, w których podano liczbę stychów dla każdej ewangelii. W górnym marginesie umieszczono τιτλοι (tytuły) rozdziałów. Tekst Ewangelii dzielony jest według sekcji Ammoniusza, których numery umieszczono na marginesie, jednak bez odniesień do kanonów Euzebiusza (pisanych pod numerami sekcji Ammoniusza).

## Tekst
Grecki tekst Ewangelii reprezentuje tekst bizantyński. Aland zaklasyfikował go do kategorii V.
Tekst Pericope adulterae (Jan 7,53-8,11) umieszczony został na końcu Ewangelii Jana.

## Historia
Paleograficznie datowany jest przez INTF na wiek XI. Należał niegdyś do Boistallera (wraz z kodeksami 10, 203).
Birch dodał rękopis do listy rękopisów Nowego Testamentu. Rękopis badał Paulin Martin.
Obecnie przechowywany jest we Francuskiej Bibliotece Narodowej (Suppl. Gr. 187) w Paryżu.
Nie jest cytowany w krytycznych wydaniach Novum Testamentum Graece Nestle–Alanda (NA26, NA27).